# Skovshoved Kirke
Skovshoved Kirke er en kirke i Skovshoved, beliggende på Krøyersvej i Klampenborg. Den er opført 1914-1915 i nyromansk stil efter tegninger af arkitekt Alfred Brandt.
Kirkebygningen er opført af røde teglsten over granitsokkel og består af skib med apsis mod vest, tårn ved sydøsthjørnet og et kapel fra 1930 ved nordøsthjørnet. Hovedindgangen mod vest er udformet som en rundbuet portal med tympanon under et cirkelvindue omgivet af evangelistsymbolerne. Tårnet havde oprindelig et kubeformet spir, som i 1935 blev afløst af det nuværende pyramidespir.
Skibet er overdækket af et tøndehvælv, apsiden har halvkuppelhvælv. Alteret og knæfaldet er en gave fra dronning Louise. Altertavlen har tredelt, forgyldt ramme, maleriet er udført af Axel Helsted og er et forstudie til altertavlen i Kristkirken. Apsidens syv vinduer havde oprindelig glasmalerier af Johannes Kragh, disse blev i 1965 udskiftet med de nuværende glasmosaikker af Knud Lollesgaard. I 1968 fik cirkelvinduet mod øst indsat en glasmosaik af Knud Lollesgaard.
På ydermuren ved indgangen hænger en mindetavle for Aage Helge Olstrup og andre faldne i Danmarks frihedskamp.

## Eksterne kilder og henvisninger
- Wikimedia Commons har flere filer relateret til Skovshoved Kirke
- Skovshoved Kirke Arkiveret 31. januar 2011 hos  Wayback Machine hos nordenskirker.dk
- Skovshoved Kirke hos KortTilKirken.dk